# Siedlung Heuberg

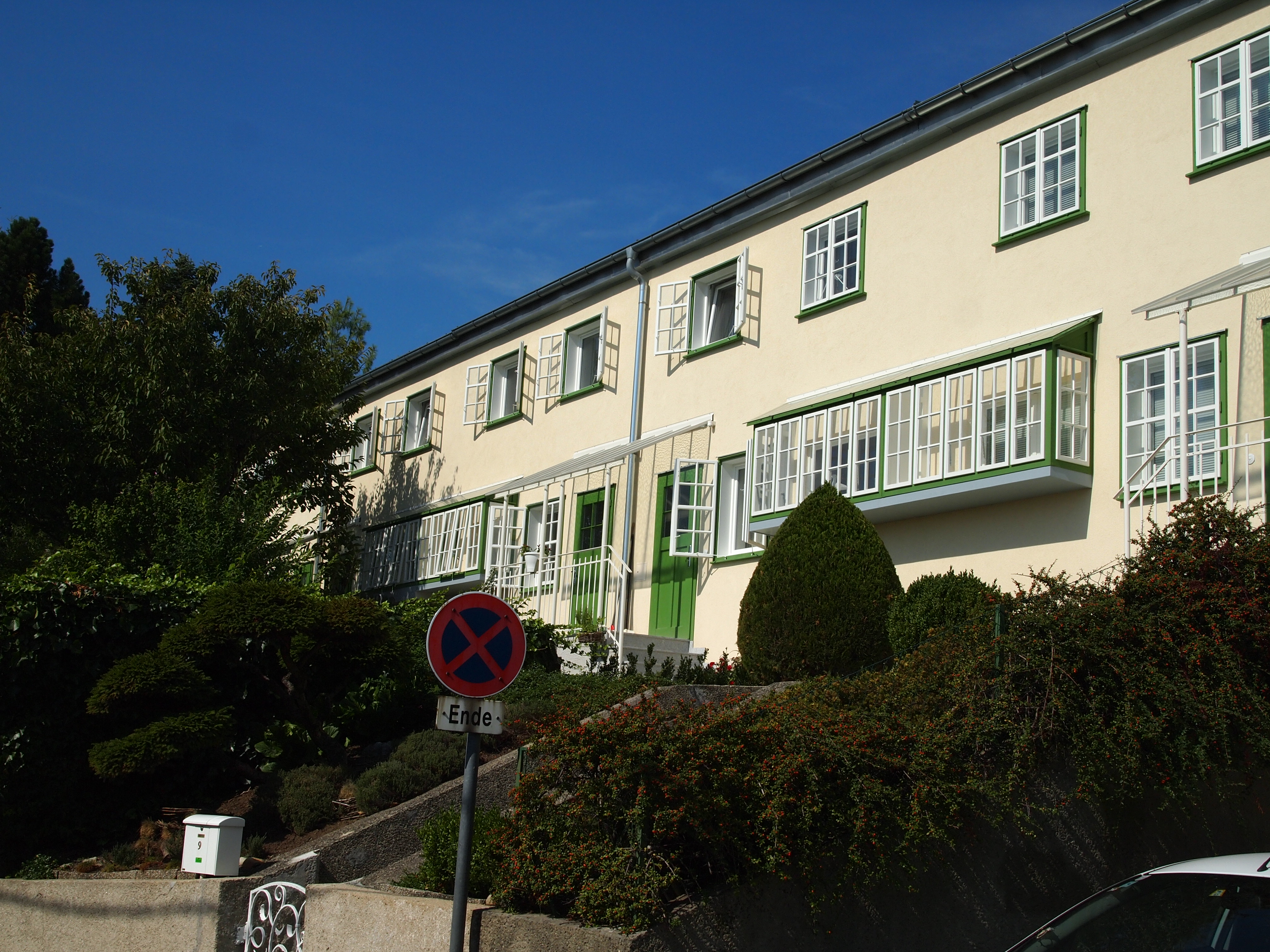
Die Häuser in der Röntgengasse

Die Heubergsiedlung ist eine im Zug der Siedlerbewegung entstandene genossenschaftliche Siedlung im 17. Wiener Gemeindebezirk Hernals. Benannt ist sie nach dem gleichnamigen Höhenzug, an dem sie liegt.
Sie wurde in einem kostensparenden System nach amerikanischem und norwegischem Vorbild errichtet, bei dem die Feuermauer eines Hauses zur tragenden Mauer des nächsten Hauses wird. Dieses System „Haus mit einer Mauer“ wurde von Adolf Loos entwickelt, zum Patent angemeldet und zwischen 1921 und 1924 in der Heuberg-Siedlung angewendet. Loos war zu jener Zeit Chefarchitekt des Wiener Siedlungsamtes, die Heuberg-Siedlung plante er gemeinsam mit Hugo Mayer, zwei Häuser wurden von Margarete Schütte-Lihotzky, zu dieser Zeit Mitarbeiterin Loos’, entworfen. Die Häuser wurden unter Mitwirkung der zukünftigen Bewohner, meist Arbeits- oder Obdachlose, errichtet.
Beim Haus mit einer Mauer sind die Außenwände selbsttragend und enthalten alle Installationen, der Rest wird in Holz ausgeführt. Damit sind sehr flexible Wohneinheiten möglich. Ein wichtiger Teil des Konzepts am Heuberg waren die der damaligen wirtschaftlichen Situation entsprechenden Nutzgärten.
Ursprünglich verfügten die Häuser außen über eine Holzschindelverkleidung, die später durch Eternit ersetzt wurde. Die Häuser in der Siedlung wurden nach und nach renoviert und die Eternitverkleidungen entfernt. Die Pultdächer sind mit Bitumen abgeschlossen. Von den ursprünglich 40 Einheiten der Siedlung sind nur noch wenige fragmentarisch erhalten.
Eine Einheit mit der Heubergsiedlung bildet die Siedlung Wien West, die hauptsächlich auf Mayer zurückgeht, allerdings auch nach Loos’schen Vorgaben geplant wurde.
Die annähernd noch original erhaltene Häusergruppe Röntgengasse 138–150 steht unter Denkmalschutz (Listeneintrag), außerdem ist der zentrale Teil der Siedlung (um Röntgen-, Schrammel- und Plachygasse) von der Stadt Wien als bauliche Schutzzone definiert.